# No Brainer (пісня)
«No Brainer» (укр. Декілька дрібниць) — це пісня американського музиканта DJ Khaled за участі канадського співака Джастіна Бібера та американських реперів Chance the Rapper та Quavo. Пісня випущена 27 липня 2018 року лейблами We the Best Music Group та Epic Records. Трек є другим синглом із майбутнього одинадцятого студійного альбому Халеда Father of Asahd (2018). Ця пісня стала другою спільною роботою Халеда, Бібера, Chance the Rapper і Quavo, після того, як 2017 року вони випустили пісню «I'm the One» з альбом Grateful, в записі якого також брав участь Lil Wayne. Продюсерами синглу став Davidor разом з Sir Nolan, Nic Nac та Poo Bear. Пісня посіла сходинки у перших десятках чартів Австралії, Нової Зеландії, Норвегії, Швеції, Ірландії, Великої Британії та США.

## Створення та випуск
На початку липня DJ Khaled поділився планами на свою пісню, яка натхненна його відпусткою в Кабо-Сан-Лукасі. «Я зроблю своє мило» — сказав він. «Я перебуваю тут, щоб оголосити сьогодні, і це божевілля, що ми говоримо про це — я хочу зробити своє власне мило». Він також зазначив:
У мене виходить пісня, яку ми записали з Джастіном Бібер та ще кількома моїми чудовими друзями. Я хочу, щоб це був сюрприз, але це буде один з найбільших гімнів.
У серії тизерів у Instagram він поступово розкривав новини про реліз. У одному з відео, Джастін та його менеджер, Скутер Браун, приєдналися до DJ Khaled, демонструючи свої південні акценти. «Ми завжди були найкращими і завжди будемо найкращими. Це твердження лише частина.» — жартував Бібер.

## Оцінки критиків
Billboard описував цю пісню як таку, що має стати літнім хітом: зіркові виконавці, іскристий біт та заразний приспів, зазначивши:
Команда тримає хайп до кінця, від першого приспіву Бібера до останнього. Кожен співавтор тримає свій власний, акцентуючи на різних стилях один одного, повністю викладаючись під час своїх куплеті.

## Комерційна успішність
У США пісня дебютувала у п'ятій сходинці американського чарту Billboard Hot 100, що стала четвертою піснею у топ-10 цього чарту для DJ Khaled, 14-ю для Бібера, другою для Chance the Rapper та п'ятою для Quavo.
У Великій Британії сингл «No Brainer» невдовзі після випуску посів на першу сходинку чарту Official Trending Chart, де перед тим дебютував на 9-му місці. У серпні 2018 року пісня увійшла до британського хіт-параду UK Singles Chart посівши 4-ту сходинку, ставши третім синглом DJ Khaled і 14-м синглом Бібера у топ-5 британського чарту. Що стосується інших країн, то пісня потрапила до топ-10 чартів Австралії, Нової Зеландії, Норвегії, Швеції та Ірландії.

## Музичне відео
Офіційне музичне відео було випущено на YouTube 27 липня 2018 року, за годину після випуску пісні. Відео починається зі зйомок фільму в Голлівуді, де традиційний білий знак «Hollywood» замінений на «We The Best». Бібер сідає на режисерський стілець поряд із Халедом та його сином, Асадом. Одна зі сцен дуже повторює кадр зі Світу Вейна, коли Халед і Джастін стоять на місці штучних хмар. У кліпі, протягом всієї його тривалості, з'являється реклама різних алкогольних продуктів, від рому Bumbu до горілки Ciroc і ігристих вин Belaire. Quavo з'являється в барвистій сцені у ролі художника з папугою, що загадково застив на його плечі, прискіпливо малюючи портрет дівчини, що йому позує. Chance — останній із зірок, що з'являється у музичному відео, і він зображений на тематичній вечірці Гетсбі, де решта команди танцює вночі.

## Трек-лист
| Цифрове завантаження | Цифрове завантаження                                                | Цифрове завантаження |
| #                    | Назва                                                               | Тривалість           |
| -------------------- | ------------------------------------------------------------------- | -------------------- |
| 1.                   | «No Brainer» (за участі Джастіна Бібера, Chance the Rapper і Quavo) | 4:20                 |

## Автори
Інформацію про авторів отримано із сервісу Tidal.
| - DJ Khaled — вокал, продюсування - Джастін Бібер — вокал - Quavo — вокал - Chance the Rapper — вокал - Менні Маррокін — зведення - Кріс Атенс — мастерінг - Кріс «ТЕК» О'Р'ян — інженіринг | - Кріс Галланд — інженіринг - Скотт Десмараїс — асистент - Робін Флорен — асистент - Джеф Лейн — запис - Джош Гудвін — запис - Хуан «Wize» Пенья — запис - Брендан Моравскі — запис |

## Чарти
| Чарт (2018)                               | Найвища позиція |
| ----------------------------------------- | --------------- |
| Австралія (ARIA)                          | 6               |
| Австрія (Ö3 Austria Top 75)               | 7               |
| Бельгія (Ultratop Flanders)               | 26              |
| Бельгія (Ultratip Wallonia)               | 1               |
| Канада (Canadian Hot 100)                 | 4               |
| Чехія (Singles Digitál Top 100)           | 10              |
| Данія (Tracklisten)                       | 2               |
| Фінляндія (Suomen virallinen lista)       | 11              |
| Франція (SNEP)                            | 64              |
| Німеччина (Official German Charts)        | 15              |
| Угорщина (Single Top 40)                  | 6               |
| Угорщина (Stream Top 40)                  | 12              |
| Ірландія (IRMA)                           | 4               |
| Італія (FIMI)                             | 33              |
| Нідерланди (Dutch Top 40)                 | 27              |
| Нідерланди (Mega Single Top 100)          | 17              |
| Нова Зеландія (Recorded Music NZ)         | 2               |
| Норвегія (VG-lista)                       | 7               |
| Португалія (AFP)                          | 15              |
| Шотландія (Official Charts Company)       | 17              |
| Словаччина (Singles Digitál Top 100)      | 6               |
| Іспанія (PROMUSICAE)                      | 69              |
| Швеція (Sverigetopplistan)                | 4               |
| Швейцарія (Media Control AG)              | 12              |
| Велика Британія (Official Charts Company) | 3               |
| Велика Британія (UK R&B Chart)            | 2               |
| США (Billboard Hot 100)                   | 5               |
| США (Hot R&B/Hip-Hop Songs) (Billboard)   | 4               |
| США (Mainstream Top 40) (Billboard)       | 18              |
| США (Rhythmic) (Billboard)                | 15              |